# Sub ploaia de foc
Sub ploaia de foc este un film românesc din 1975 regizat de Alexandru Boiangiu.